# Benedetto Lonza
Benedetto Lonza (Capodistria, 24 luglio 1904 – Trieste, 10 novembre 1971) è stato un archeologo e storico dell'arte italiano.

## Biografia
Laureatosi in Lettere e Pedagogia a Torino, insegnò storia e filosofia nel ginnasio-liceo filosofia "Carlo Combi" di Capodistria fino al 1952, svolgendo contemporaneamente la funzione di curatore del Museo della città istriana e Direttore della Biblioteca Civica.
Trasferitosi a Trieste, continuò ad insegnare e ad assolvere importanti incarichi presso la locale Sovrintendenza alle Belle Arti e al Museo nazionale archeologico di Cividale.
Riprese esplorazioni e scavi sul territorio triestino, studiando in modo particolare la cultura dei castellieri.
 
Nel 1970 fondò, assieme ad alcuni amici, la Società di Preistoria e Protostoria.

## Opere principali
- La Dedizione di Trieste all'Austria. Trieste, Libreria Internazionale Italo Svevo, 1973.
- Appunti sui castellieri dell'Istria e della provincia di Trieste (opera postuma). Trieste, Edizioni Italo Svevo, 1977.
- Il villaggio protoveneto presso Cattinara e guida alla preistoria di Trieste, Italo Svevo Editore, 1973. URL consultato il 14 settembre 2024